# Ambre Vourvahis
Ambre Vourvahis (Athene, 3 juli 1992 of 1993) is een Grieks-Frans zangeres. Sinds 2022 is ze leadzangeres van de Duitse symfonische-metalband Xandria. Ook heeft ze enkele van de nummers op het album The Wonders Still Awaiting van Xandria uit 2022 geschreven. Naar eigen zeggen schrijft ze vooral persoonlijke en filosofische teksten, in tegenstelling tot slaggitarist Marco Heubaum, die voornamelijk over politieke en maatschappelijke zaken schrijft.

## Leven en werk
Vourvahis werd geboren in de Griekse hoofdstad Athene, maar groeide op in Frankrijk. Als kind maakte ze deel uit van het schoolkoor; enige tijd later ging ze op zangles. Op haar elfde levensjaar kwam ze in aanraking met het muziekgenre metal en liet zich vooral inspireren door bands als Nightwish en Within Temptation. Een paar jaar later ontdekte ze Xandria.
Na de middelbare school studeerde Vourvahis literatuur en filosofie en behaalde in laatstgenoemde studierichting een diploma. Vervolgens maakte ze deel uit van kleinere muziekprojecten. Vlak voor haar aantreden bij Xandria verzorgde ze zang op de albums van de Griekse progressievemetalband Fragment Soul, hetgeen ze anno 2024 nog steeds doet.
Begin 2022 werd Vourvahis door slaggitarist Marco Heubaum aangesteld als nieuwe zangeres van Xandria, ter vervanging van de vorige zangeressen Dianne van Giersbergen en Aeva Maurelle. Ze werkte echter al sinds 2020 achter de schermen samen met de bandleden. In eerste instantie was ze bang dat fans haar niet zouden accepteren, daar die gewend waren aan het vorige, opera-achtige geluid van de band, maar dat bleek achteraf mee te vallen. De eerste single met Vourvahis was Reborn. Het eerste album met haar, The Wonders Still Awaiting, volgde een jaar later. Op 1 juli 2022 werd ze uitgeroepen tot Metal Chick of the Month.
Ook als solozangeres is ze actief: zo was ze onder meer te horen op het nummer The Hourglass van Mortemia en As Night Descends van Aria Blake.

## Zangstijl
Qua stemgeluid wisselt Vourvahis tussen sopraan, mezzosopraan en alt. Ook grunts maken onderdeel uit van haar zangstijl. Ze wordt begeleid door een stemcoach, maar is ook deels autodidact.

## Discografie

### Met Xandria
| Jaar | Titel                      | Soort |
| ---- | -------------------------- | ----- |
| 2023 | The Wonders Still Awaiting | album |
| 2024 | Universal Tales            | ep    |

### Solo
| Jaar | Titel             | Met artiest | Soort  |
| ---- | ----------------- | ----------- | ------ |
| 2023 | The Hourglass     | Mortemia    | single |
| 2024 | Counterfate       | Pinhead     | single |
| 2024 | As Night Descends | Aria Blake  | single |

## Privéleven
Vourvahis is woonachtig in Duitsland, in de stad Bielefeld.

## Galerij

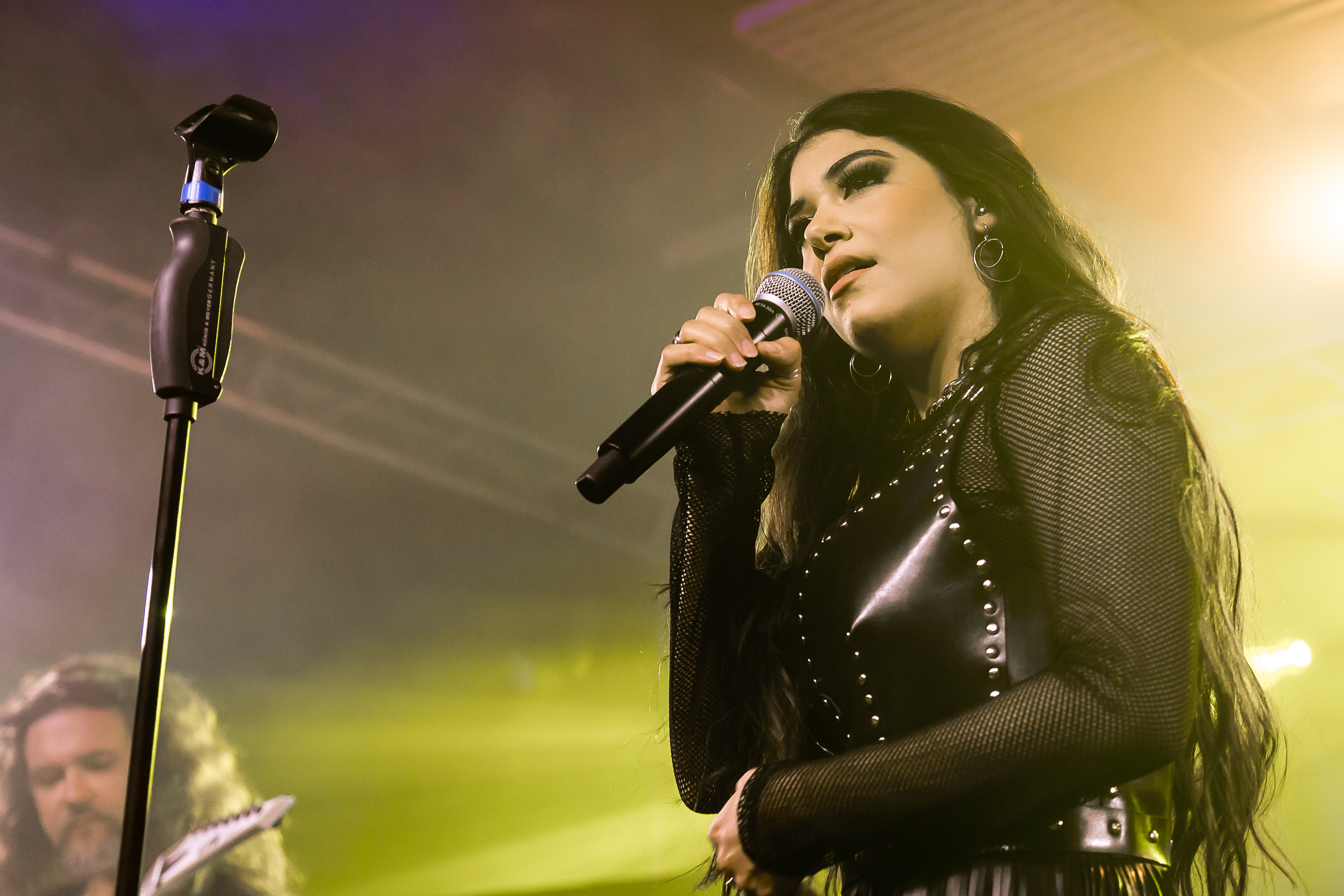
Vourvahis tijdens een optreden in Leipzig (2022)
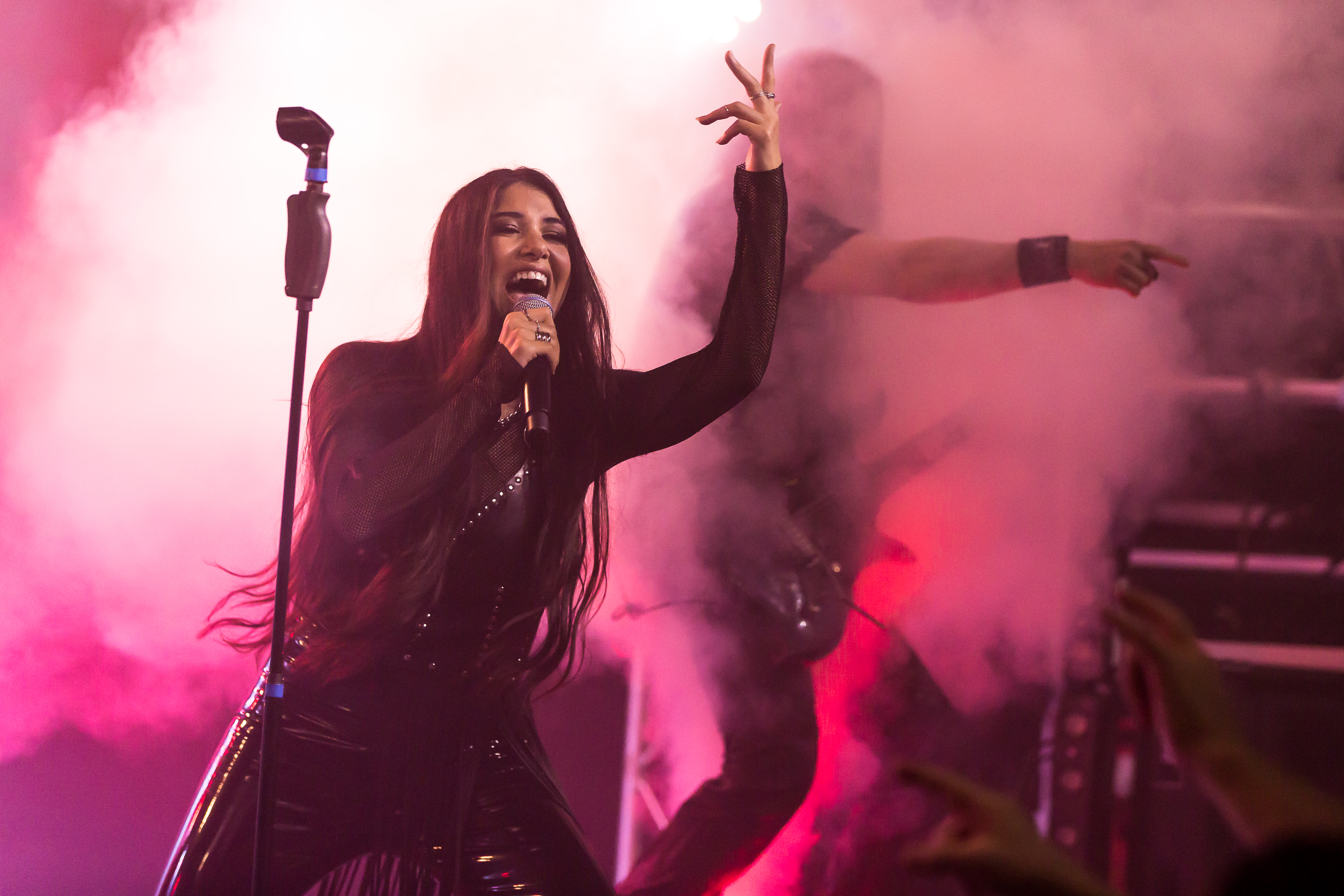
Vourvahis in Leipzig (2022)
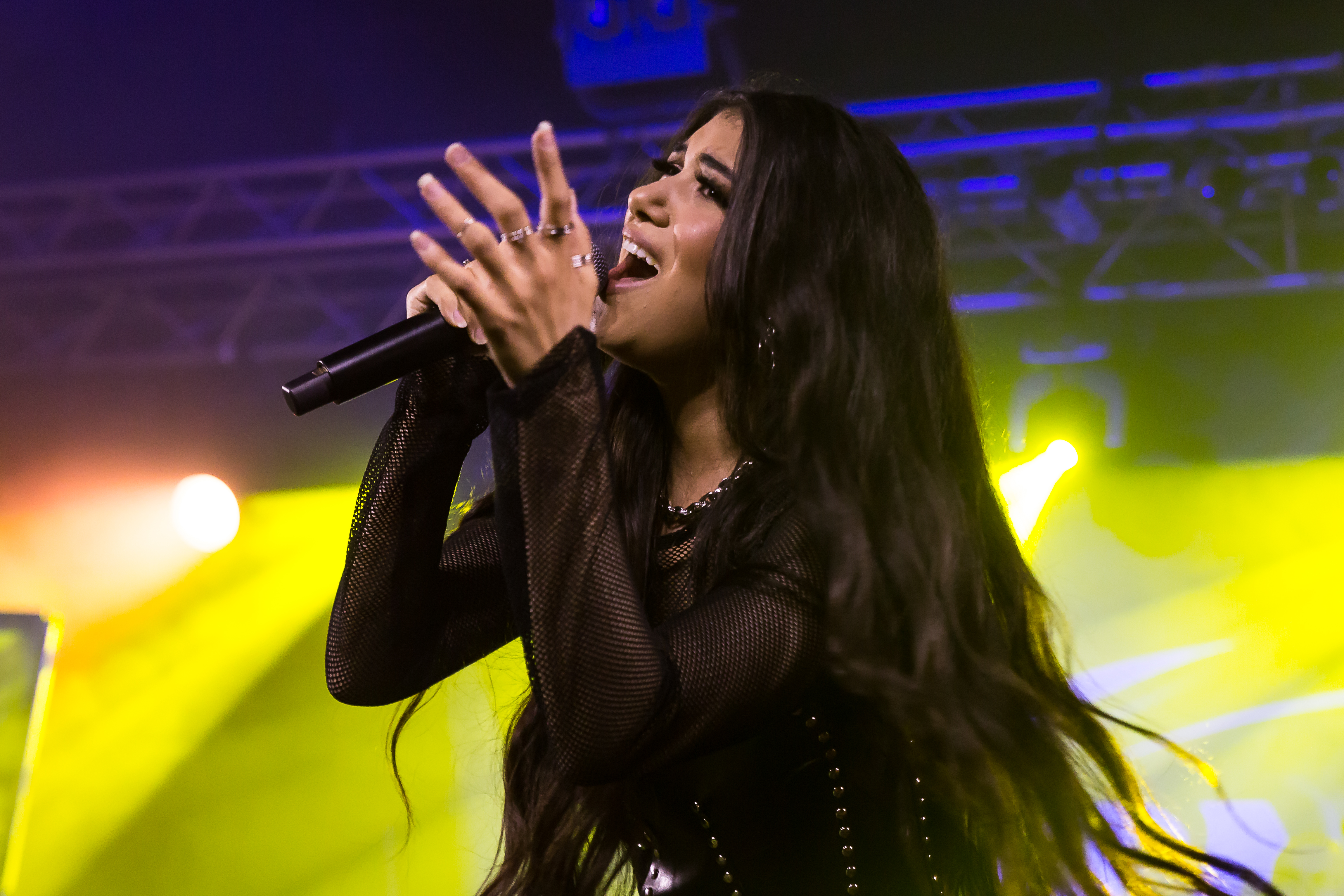
Vourvahis met Xandria (2022)
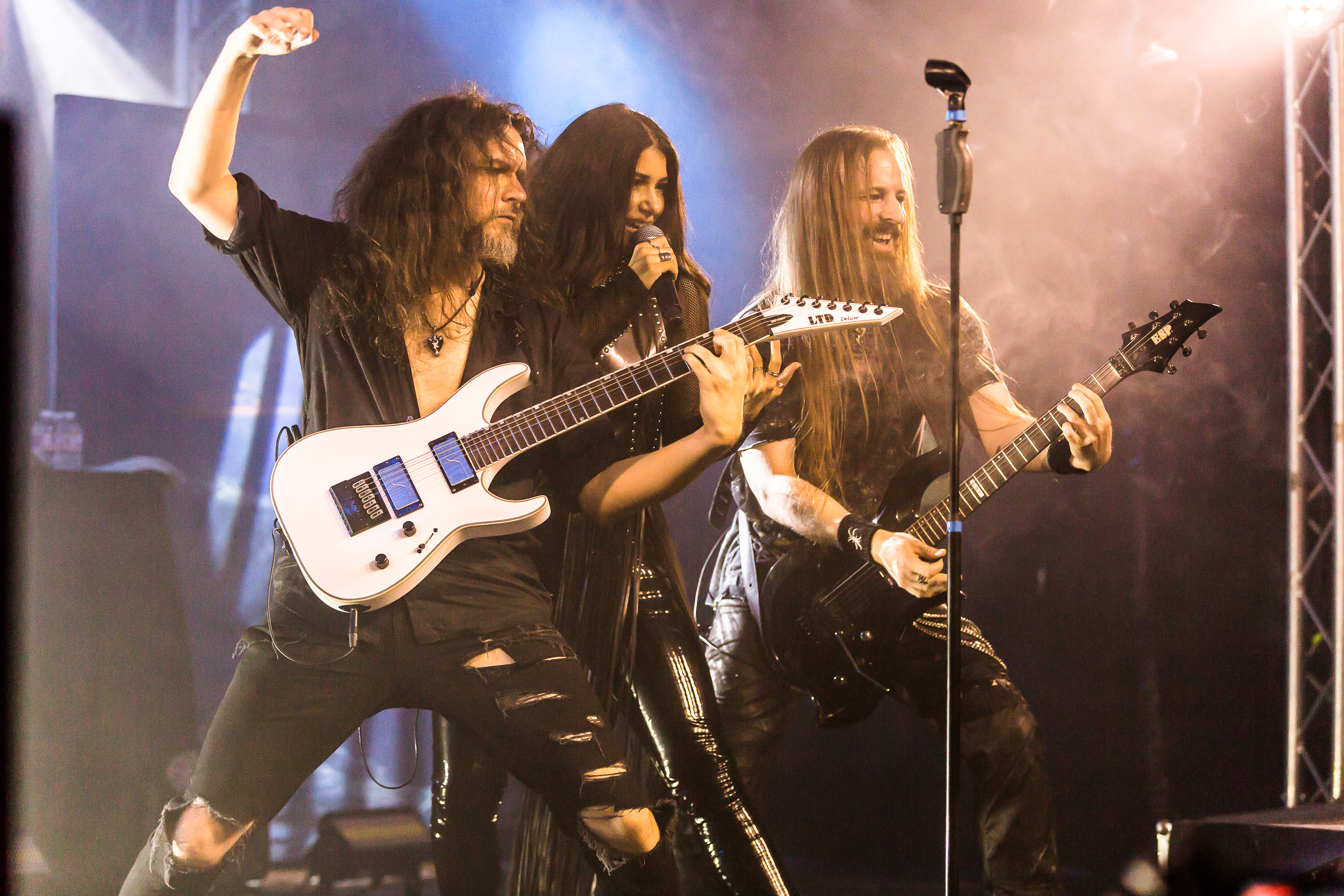
Vourvahis met Xandria-bandleden (2022)